# Kelman Duran
Kelman Duran est un compositeur dominicain, surtout connu pour ses contributions à la production et à l'écriture des chansons I'm that Girl et Heated de l'album Renaissance (2022) de Beyoncé, ainsi que pour son travail de composition sur le film Rodeo (2022),,.

## Biographie
Duran grandit en République dominicaine avant de déménager dans le quartier de Washington Heights à New York en 1989, où il vit de ses 5 à 19 ans.
Après avoir étudié à CalArts, Duran déménage à Los Angeles, où il devient une figure de RAIL UP, une série de soirées dansantes récurrentes dans la scène nocturne afro-caribéenne underground. En 2017, Duran publie son premier projet 1804 Kids, qui est une référence à la révolution haïtienne et « dédié aux sons afro-caribéens ». « En janvier 2019, Duran est reconnu comme « un artiste que vous devez connaître » par le magazine Rolling Stone, avant de publier son deuxième album studio 13th Month, inspiré par le calendrier sioux ainsi que par le temps que Duran a passé dans la réserve de Pine Ridge, au milieu de la tribu Lakota, pour réaliser une vidéo de longue durée To the North P. I et P.II sur la vie des Amérindiens dans les réserves,. Pitchfork décrit l'album comme une juxtaposition entre « les fléaux sociaux qui nous hantent encore » et une « libération » sur les pistes de danse. 
En 2021, Kelman Duran sort son troisième album studio, Night In Tijuana, inspiré par sa migration aux États-Unis dans les années 1980, et décrit comme traversant « le jazz spirituel, la musique électronique et l'ambient ». Duran réalise la bande-son du film français Rodéo, en préparant la bande originale pendant les bouclages de la pandémie de Covid-19 à Berlin. Il cherche une musique qui rehausse le « portrait de l'angoisse suburbaine » de la réalisatrice Lola Quivoron. Le Los Angeles Times décrit son travail dans le film comme un « paysage sonore adrénaline ».

## Discographie

### Albums studio
- 2017 : 1804 Kids
- 2019 : 13th Month
- 2021 : Night In Tijuana
- 2017 : Scorpio Falling’